# Leroy Hutson
Leroy Hutson (né le 4 juin 1945) est un chanteur, auteur-compositeur, arrangeur, producteur et instrumentiste américain de soul et de R&B, surtout connu comme l'ancien chanteur du groupe vocal R&B The Impressions (succédant à Curtis Mayfield).
Il est le père du producteur JR Hutson,.

## Biographie

### Débuts
Adolescent, Hutson forme les Nu-Tones, un groupe vocal de quatre hommes, basé dans le New Jersey. Ils remportent plusieurs concours de talents au cours de ses années de lycée. Les autres membres des Nu-Tones étaient Ronald King, Bernard Ransom, Ed Davis et Irving Jenkins.
En 1968, dans le cadre du duo Sugar & Spice, Lee Hutson et Deborah Rollins enregistrent pour Kapp Records. Ils enregistrent plusieurs singles, lesquels remportant un certain succès. Leur single In Love Forever s'est classé « Meilleur nouveau disque de la semaine » dans la rubrique « Soul Sauce » du journal local. Deux autres singles enregistrés étaient Ah Ha Yeah et Dreams.

### Années étudiantes
Étudiant initialement à l'Université Howard de Washington DC en odontologie, Lee Hutson devient colocataire de Donny Hathaway, qui quitte l'université tôt pour être directeur musical de Curtis Mayfield, Lee Hutson choisit alors de changer sa majeure universitaire pour étudier la théorie musicale et la composition. C'est par Hathaway que Hutson est ensuite venu remplacer Curtis dans Les Impressions.
À l'Université Howard, Hutson rejoint The Mayfield Singers, un groupe formé sur le campus de Howard par le musicien Curtis Mayfield qui s'est produit au célèbre Apollo Theatre de New York et au Uptown Theatre de Philadelphie. Le groupe sort un single pour Mayfield en 1967.
Là, Hutson collabore avec Donny Hathaway sur The Ghetto, donnant au regretté chanteur son premier disque à succès au début des années 1970.

### Avec les Impressions
En 1971, trois mois après l'université, Hutson est invité à remplacer Curtis Mayfield en tant que chanteur principal de The Impressions. Il reste avec eux pendant deux ans et demi et enregistre deux albums avec le groupe, avant de partir à l'amiable pour poursuivre sa propre carrière d'écrivain, de producteur, d'arrangeur et de musicien.
Le premier single des Impressions à présenter Hutson en tant que chanteur principal s'intitulait "Love Me", sorti sur Curtom Records en Amérique du Nord en juin 1971.
Le 27 août 2013, Hutson dépose une plainte contre Young Jeezy et d'autres, alléguant que la chanson Time de Young Jeezy incorporait de manière inappropriée la partie instrumentale de Getting it On de The Impressions, qui a été déposée auprès du United States Copyright Office en 1973 .

### Carrière solo
En 1973, Hutson écrit, produit, arrange et enregistre son premier album solo, Love Oh Love, avec le single So In Love With You. Il est sorti sur Curtom Records.
Entre la période de 1973 à 1992, Lee Hutson a enregistré huit albums et s'est classé avec treize singles aux États-Unis . À cause de cela, il a suscité un culte sur la scène soul. Après Love Oh Love, il sort The Man, Hutson, Feel The Spirit, Hutson II, Closer To The Source et Unforgettable. Le dernier 12" de Hutson, le Share Your Love EP est sorti via Expansion Records au Royaume-Uni.
En 2008, Lee Hutson revient à l'enregistrement sous le nom de Lee Hutson, sortant un album Soothe You Groove You, sur son propre label Triumph et via téléchargement. Deux ans plus tard, en août 2010, il fait son retour sur les scènes européennes, se produisant au Suncebeat Festival à Zadar, en Croatie, au Festival Vintage at Goodwood et à Indigo2 à Londres. Il était accompagné par le groupe britannique The Third Degree.
Depuis 2017, l'œuvre de Hutson est désormais gérée par le label indépendant britannique Acid Jazz Records, qui a sorti un LP d'anthologie avec ses plus grands succès tels que I Think I'm Falling In Love, Lucky Fellow et Don't It Make You Feel Good, ainsi que le morceau inédit Positive Forces qui comportait un instrumental de All Because Of You sur la face B ,. Ils ont ensuite sorti un autre single inédit, Now That I Found You  .
En février 2018, Acid Jazz Records a réédité Hutson et Hutson II et est actuellement en train de publier un documentaire en ligne en quatre volets, intitulé Leroy Hutson: The Man!, qui présente des contributions de fans de longue date de Hutson tels que l'acteur et DJ radio Craig Charles et le fondateur et directeur général d'Acid Jazz Eddie Piller . On dit que Piller a basé son propre style de production musicale sur celui de Hutson, et utilise la piste instrumentale Cool Out comme piste d'ouverture de son émission de radio actuelle, Eddie Piller's Eclectic Soul Show .

### Collaborations artistiques
En tournée constante à la fin des années 1970 et dans les années 1980, Hutson a également prêté sa musicalité au travail de production avec d'autres artistes de Curtom, Linda Clifford, Arnold Blair et The Natural Four.
En tant que scénariste/producteur, il a travaillé pour Roberta Flack (Tryin' Times, Gone Away), The Natural Four (You Bring Out the Best in Me, Can This Be Real), Linda Clifford, Voices of East Harlem (Giving Love), Arnold Blair (Trying to Get Next to You), et Next Movement (Let's Work It Out), tandis que plus récemment l'un de ses propres singles cultes, Lucky Fellow, était repris par Snowboy sur Acid Jazz records.
- The Midnight Special (épisode 20 diffusé le 8 juin 1973) - LeRoy Hutson a interprété "Love Oh Love", invité animé par Curtis Mayfield
- Soul Train (Episode 32 diffusé le 18 mai 1974) - The Spinners / The Independents / LeRoy Hutson
- Soul Train (épisode 37 diffusé le 7 juin 1975) - Curtis Mayfield / LeRoy Hutson / Natural Four

## Discographie

### Albums
- Love Oh Love (1973)
- The Man! (Spring 1974)
- Hutson (July 1975)
- Feel the Spirit (February 1976)
- Hutson II (November 1976)
- Closer to the Source (February 1978)
- Unforgettable (October 1979)
- Paradise (1982)
- Soothe You Groove You (2009)

### Compilations
- There's More Where This Came From (1992)
- The Very Best of LeRoy Hutson (02/25/1997)
- The Best of LeRoy Hutson (UK) (1997)
- More Where That Came From: The Best of LeRoy Hutson, Vol. 2 (03/10/1998)
- Lucky Fellow: The Curtom Anthology 1972-79 (11/14/2000)
- The Best of LeRoy Hutson, Volume 1 (2006)
- Anthology 1972 - 1984 (2017)

## Historique des classements – LeRoy Hutson
Billboard Music Charts (Amérique du Nord) - singles
| Year | Single                                  | Chart         | Chart position |
| ---- | --------------------------------------- | ------------- | -------------- |
| 1973 | "Love Oh Love"                          | Black Singles | 75             |
| 1973 | "When You Smile"                        | Black Singles | 81             |
| 1974 | "Ella Weez"                             | Black Singles | 81             |
| 1975 | "All Because of You"                    | Black Singles | 31             |
| 1975 | "Can't Stay Away"                       | Black Singles | 66             |
| 1976 | "Feel the Spirit"                       | Disco Singles | 5              |
| 1976 | "Feel the Spirit"                       | Black Singles | 25             |
| 1976 | "Lover's Holiday"                       | Black Singles | 68             |
| 1977 | "Blackberry Jam"                        | Black Singles | 82             |
| 1977 | "I Do, I Do (Want to Make Love to You)" | Black Singles | 55             |
| 1978 | "In the Mood"                           | Black Singles | 56             |
| 1978 | "Where Did Love Go"                     | Black Singles | 45             |
| 1979 | "Right or Wrong"                        | Black Singles | 47             |

Billboard Music Charts (Amérique du Nord) - album
| Year | Album           | Chart        | Chart position |
| ---- | --------------- | ------------ | -------------- |
| 1974 | The Man!        | Black Albums | 36             |
| 1975 | Hutson          | Black Albums | 46             |
| 1976 | Feel the Spirit | Black Albums | 21             |
| 1976 | Feel the Spirit | Pop Albums   | 170            |
| 1977 | Hutson II       | Black Albums | 26             |
| 1979 | Unforgettable   | Black Albums | 69             |

## Historique des classements - The Natural Four
- Can This Be Real (b/w Try Love Again)  (#10 R&B, #31 Pop, late 1973)
- Love That Really Counts  (#23 R&B, #98 Pop, Spring 1974)
- You Bring Out the Best in Me (#20 R&B, Summer 1974)